# Șicula
Șicula là một xã thuộc hạt Arad, România. Dân số thời điểm năm 2002 là 4579 người.